# Rikolto
Rikolto is een internationale niet-gouvernementele organisatie die wereldwijd boerenfamilies en hun organisaties ondersteunt zodat ze zich uit de armoede werken en tegelijk de toekomst van ons voedsel veilig te stellen. Ze zijn actief in Latijns-Amerika, Afrika, Azië en België. Tot in 2017 stond Rikolto in dat laatste land bekend als Vredeseilanden.

## Geschiedenis
Tijdens de Rwandacrisis werd een operationele samenwerking opgezet tussen Vredeseilanden en COOPIBO. In dat jaar voerde Vredeseilanden campagne voor beide programma's in de streek van de Grote Meren in Rwanda. Kort nadien begonnen fusiegesprekken en in 1997 startte de nieuwe organisatie Vredeseilanden-COOPIBO. In het zuiden heette de organisatie voortaan VECO.
In 2001 fusioneerde Vredeseilanden-COOPIBO met FADO. Na de fusie werd beslist enkel de naam Vredeseilanden te behouden, vanwege de bekendheid bij het grote publiek. In 2001 begon het nieuwe Vredeseilanden zich te reorganiseren en spitste de organisatie zich nog meer toe op ontwikkeling via inkomen uit duurzame landbouw.
In 2017 besliste de Raad van Bestuur om de machtspositie af te staan aan de regionale kantoren. Er kwam een internationale stuurgroep die voortaan de richting van de organisatie zou bepalen. Ze ondersteunen wereldwijd boerenfamilies en hun organisaties zodat ze zich uit de armoede werken en tegelijk de toekomst van ons voedsel veilig te stellen. De internationale organisatie werkte onder de naam VECO (Vredeseilanden Country Office), die in de loop van 2017 werd gewijzigd in Rikolto.

### Voorgangers
Vredeseilanden
Vredeseilanden werd opgericht door de dominicaan pater Dominique Pire in 1958 onder de naam Îles de Paix. Hij kreeg in dat jaar de Nobelprijs voor de Vrede voor zijn werk met vluchtelingen en oorlogsslachtoffers van de Tweede Wereldoorlog en voor het belang dat hij hechtte aan constructieve dialoog en conflictpreventie. In 1980 koos de raad van bestuur van Iles de Paix - Vredeseilanden eenstemmig voor de oprichting van een autonome Vlaamse zusterorganisatie, naast de Franstalige Iles de Paix.
COOPIBO
In 1976 scheidde COOPIBO zich af van 'Internationale Bouworde' en werd een onafhankelijke pluralistische niet-gouvernementele ontwikkelingsorganisatie. Ze specialiseerden zich in gender en kleine boeren, en beperkten zich tot een aantal landen. Vanaf de jaren 90 concentreerden ze zich op duurzame landbouw in Vlaanderen en in het Zuiden.
FADO
In 1955 verzamelde een aantal mensen zich rond René Daem, die op Flores (Indonesië) werkte rond gezondheidszorg en armoedebestrijding. De organisatie "Floresvrienden" werd opgericht. Midden de jaren 80 kregen ze een andere naam: FADO (Flemish Organisation for Assistance in Development). De ngo specialiseerde zich in duurzame landbouw in Zuid-Oost-Azië (Indonesië en Vietnam).

## Fondsenwerving
Er zijn twee activiteiten waarmee de organisatie aan fondsenwerving doet. Met de Rikolto Classics trekken gesponsorde deelnemers op mountainbikes langs de projecten van Rikolto. Ze zijn daardoor in de gelegenheid waar en hoe de ingezamelde fondsen besteed worden. Het Grootste Diner wordt georganiseerd in samenwerking met De Standaard en EOS om een signaal af te geven aan de voedingssector en het beleid.